# 전진 (오호 십육국)

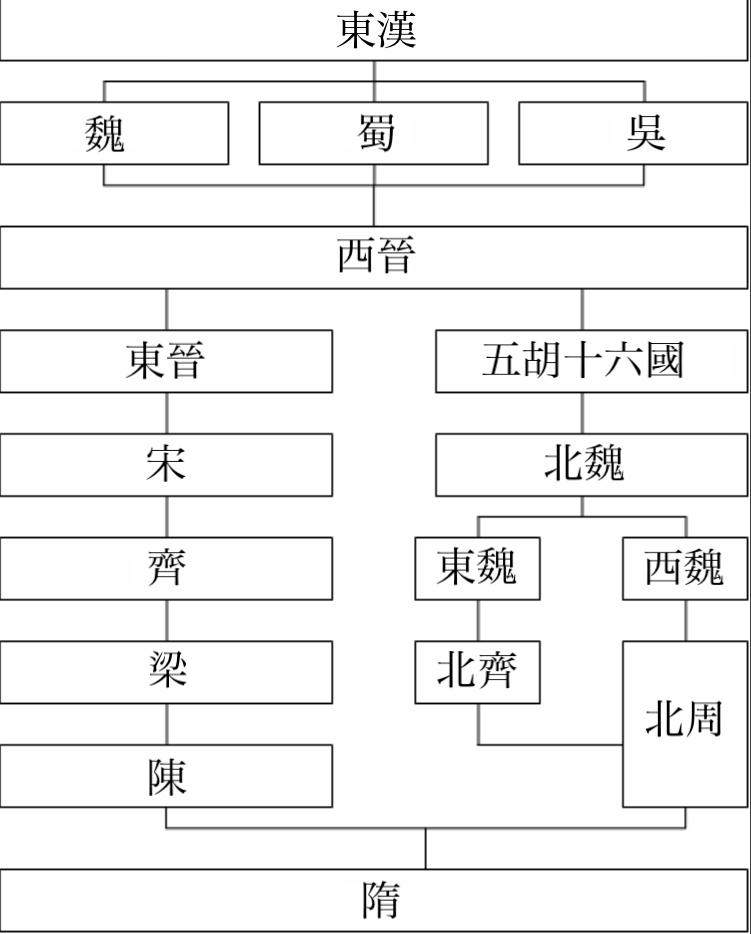
위진 남북조 시대(220~589) 왕조들의 계통도: 위진 시대는 220~420, 남북조 시대는 439~589

전진(前秦, 351년 ~ 394년)은 중국 오호십육국시대 티베트계 저족에 의해 건국된 나라이다. 국호는 진(秦)이지만 같은 이름의 나라(384년 ~ 417년)와 구별하여 이 나라를 전진이라 부른다.

## 역사
진주·양주 일대에 거주하던 저족은 오호십육국시대 초기에는 포홍을 지도자로 하여 전조 및 후조에 복속하여 용병으로 각지를 전전하였다. 특히 후조에 의해 기주 일대로 강제 이주되었다. 349년, 후조의 황제 석호가 죽자 포홍은 350년에 자립하여 삼진왕(三秦王)을 칭하고 성을 고쳐 부(苻)로 하였다. 관중으로 돌아가기 위해 준비하던 부홍은 부하에게 살해되고 부건이 뒤를 이었다. 부건은 왕호를 폐하고 동진에 신속(臣屬)하여 관중의 군벌 두홍(杜洪)을 방심시키고 장안을 공격하여 점령하고 351년에 전진을 건국하였다.
352년에 황제에 즉위한 부건은 두홍의 잔당이나 동진의 북벌군과 싸우면서 점차 관중을 평정해 나갔으며 354년에 환온의 북벌군을 물리치고 관중을 평정하였다. 355년에 부건이 죽고 아들 부생이 황제에 즉위하였는데, 부생은 폭정을 행하여 민심을 잃었다. 부생의 치세 동안 전량이 신속(臣屬)하고, 강족의 요양을 물리치는 등의 사건이 있었다. 357년에 부홍의 손자 부견이 쿠데타를 일으켜 부생을 폐위시키고 천왕에 즉위하였다. 
부견은 한족 왕맹을 중용하여 내치를 다지고 개혁을 실시하였다. 왕맹은 부견의 총애를 등에 업고 법을 엄하게 적용하고 정치를 바로잡아 전진의 국력을 크게 성장시켰다. 366년부터 적극적으로 외정에 나선 부견은 전연을 침공한 환온의 북벌군을 물리치는 등 많은 치적을 쌓았다. 370년에는 전연을 멸망시키고 화북 대부분을 지배하에 두었으며 373년에 동진의 양주 일대를 정복하고 376년에는 전량과 대나라를 멸망시켜 화북을 통일하였다. 화북을 통일할 무렵 재상 왕맹이 죽었다. 이후 부견은 무리한 전쟁을 거듭하였다. 또한 이상주의에 입각한 정책을 펼쳐 수도인 장안 인근에 선비족과 강족을 이주시키고 화북 곳곳의 거점에 지배민족인 저족을 이주시켜 지배권의 강화를 꾀하였다. 378년에는 동진의 양양을 점령하였다.
383년, 부견은 천하 통일을 목표로 여광에게 서역 정벌을 명하는 한편 동진 토벌을 위해 96만 명(실제로는 20만 명으로 추정)의 대군을 동원하였다. 부견의 원정군은 동진의 국경 전체에 걸쳐서 공격해 들어갔으나 부견이 직접 참여한 비수(淝水) 방면의 전선에서 배반으로 인해 크게 패배하여 전군이 패주하였다(비수대전). 비수의 패전으로 전진은 혼란에 빠졌으며 하북에서는 모용수가 후연을 건국하고 관중에서는 요장의 후진, 걸복국인의 서진, 여광의 후량, 모용홍의 서연 등이 건국되었다. 부견은 모용홍·모용충의 서연의 공격을 받아 장안을 버리고 도주하였으며, 요장에게 체포되어 살해되었다.(385년)
부견의 서장자 부비는 업에서 모용수의 공격을 받아 1년여 동안 농성을 벌이다 탈출하여 진양(晉陽)에 이르렀는데, 부견의 사망 소식을 듣고 진양에서 황제에 즉위하였다. 부비는 부견의 복수를 위해 후진을 공격하기 위해 전열을 정비하였으나 386년, 모용영의 공격을 받아 패배하고 동진군에 의해 살해되었다. 농서 지역의 전진 세력을 이끌던 부등은 부비의 사망 소식을 듣고 황제에 즉위하고 전열을 정비하여 후진을 공격하였다. 부등은 관중 일대의 전진계 군벌들과 제휴하여 후진의 요장을 수년간 공격하였는데 389년에 본거지를 기습당해 세력이 쇠퇴하였다. 이후 393년, 후진의 요장이 죽자 부등은 후진에 대한 최후의 공격을 감행하였다. 그러나 요흥의 반격을 받아 크게 패배하여 살해되었으며 태자 부숭이 황중(湟中)으로 도망쳐 제위에 올랐다. 그러나 서진의 공격을 받아 부숭은 살해되었고 이로써 전진은 완전히 멸망하였다.

## 역대황제일람
| 대수  | 묘호             | 시호                                     | 성명       | 연호                                                                       | 재위기간      |
| ----- | ---------------- | ---------------------------------------- | ---------- | -------------------------------------------------------------------------- | ------------- |
| -     | 진 태조 (秦太祖) | 혜무황제 (惠武皇帝) (경명제 추증)        | 부홍(苻洪) | -                                                                          | -             |
| 제1대 | 진 고조 (秦高祖) | 경명황제 (景明皇帝)                      | 부건(苻健) | 황시(皇始) 351년 ~ 355년                                                   | 351년 ~ 355년 |
| 제2대 | -                | 폐황제 (廢皇帝) (여왕(厲王))             | 부생(苻生) | 수광(壽光)355년 ~ 357년                                                    | 355년 ~ 357년 |
| -     | -                | 문환황제 (文桓皇帝) (선소제 추증)        | 부웅(苻雄) | -                                                                          | -             |
| 제3대 | 진 세조 (秦世祖) | 선소황제 (宣昭皇帝) [문소황제(文昭皇帝)] | 부견(苻堅) | 영흥(永興) 357년 ~ 359년 감로(甘露) 359년 ~ 364년 건원(建元) 365년 ~ 385년 | 357년 ~ 385년 |
| 제4대 | -                | 애평황제 (哀平皇帝)                      | 부비(苻丕) | 태안(太安) 385년 ~ 386년                                                   | 385년 ~ 386년 |
| 제5대 | 진 태종 (秦太宗) | 고황제 (高皇帝)                          | 부등(苻登) | 태초(太初) 386년 ~ 394년                                                   | 386년 ~ 394년 |
| 제6대 | -                | 말주 (末主)                              | 부숭(苻崇) | 연초(延初) 394년                                                           | 394년         |

## 고구려와 관계
372년 부견(苻堅)으로부터 승려 순도(順道)가 와서 불상과 경문을 전함으로써 최초로 고구려에 불교가 전래되었다. 374년에는 아도(阿道)가 전진에서 건너와 불도를 고구려에 전하였다. 소수림왕은 375년에 초문사(肖門寺)를 창건하고 순도를 머물게 하고, 이불란사(伊弗蘭寺)를 창건하여 아도를 머물게 하여 불교의 수용 및 보급 정책을 취하여, 전진(前秦)과 평화적 관계를 수립하고, 호국사상으로 삼았다.

## 같이 보기
- 비수 대전
- 저족
- 오호
- 왕맹